# ماري جوليا بالدوين
ماري جوليا بالدوين (بالإنجليزية: Mary Julia Baldwin)‏ هي مربية أمريكية، ولدت في 4 أكتوبر 1829 في وينشستر في الولايات المتحدة، وتوفيت في 1 يوليو 1897 في ستونتون في الولايات المتحدة.